# Erbpachtmühle Langenholzhausen

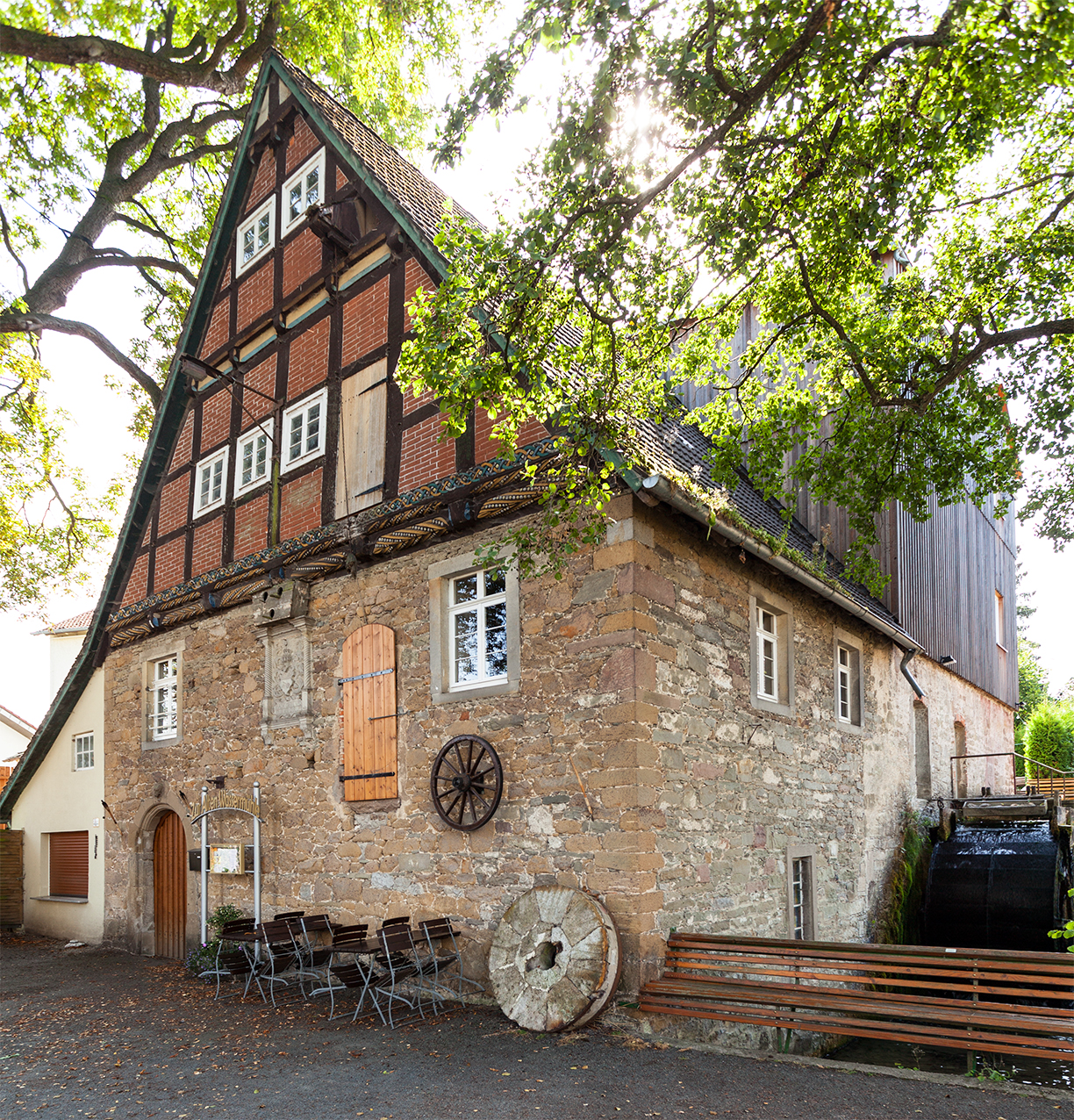
Erbpachtmühle Langenholzhausen (vor dem Brand, 2012)

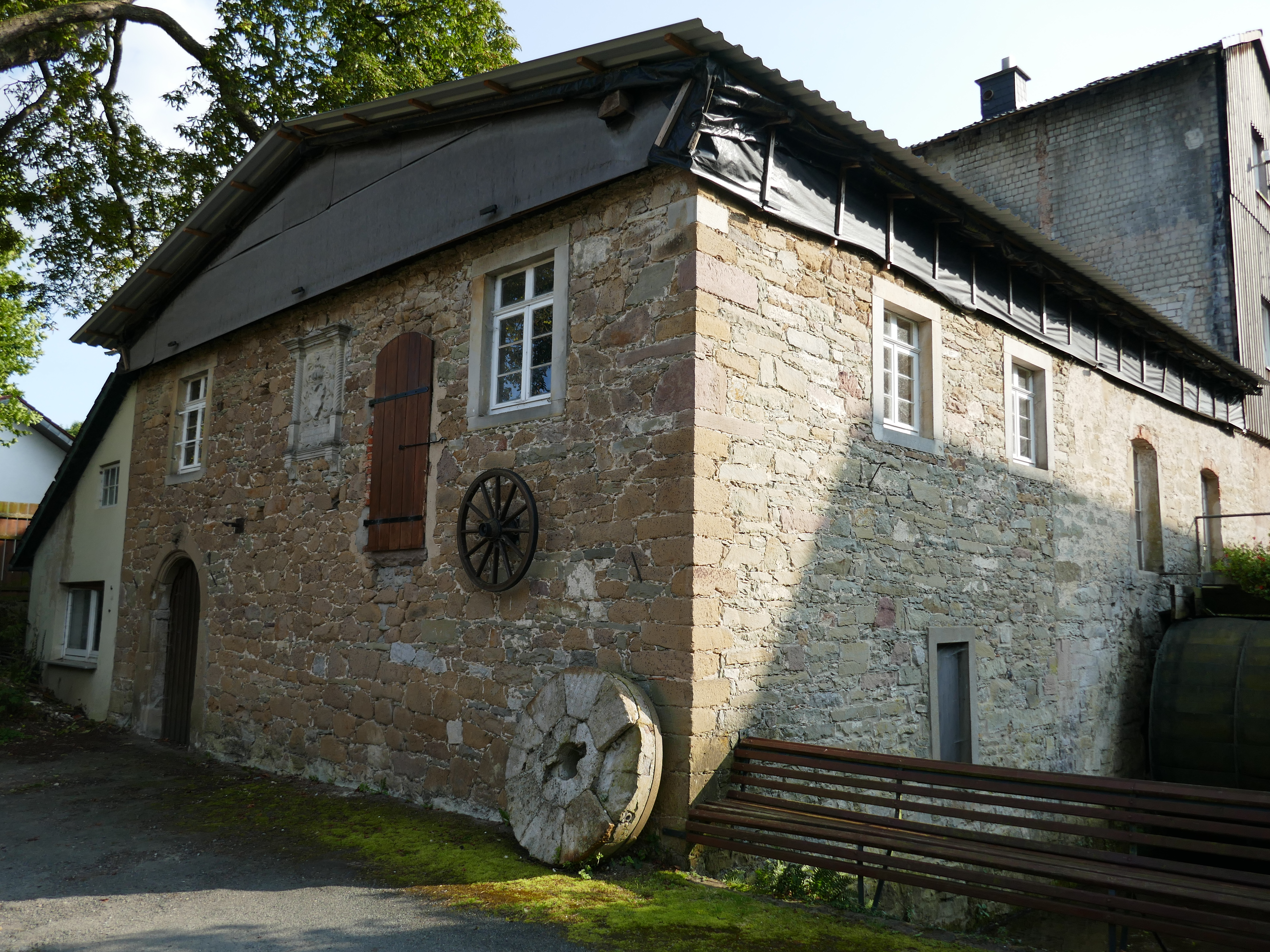
Erbpachtmühle Langenholzhausen (nach dem Brand, 2024)

Die Erbpachtmühle Langenholzhausen (auch Landesherrliche Mühle Langenholzhausen genannt) ist eine Wassermühle im Ortsteil Langenholzhausen der lippischen Gemeinde Kalletal in Nordrhein-Westfalen. Das Mühlengebäude mit Wehr und Wasserkanal steht unter Denkmalschutz.

## Geschichte
Die Mühle in Langenholzhausen hat ihren Ursprung in einer um 1500 erbauten Wassermühle, die sich im Eigentum des Rittergeschlechts de Wend befand. Nach dem Tod des Mühlenbesitzers Simon de Wend im Jahr 1548 kam es zu längeren Streitigkeiten zwischen den Erben de Wends und dem damaligen Landesherrn Bernhard VIII. zur Lippe. 1561 nahm Bernhard VIII. die Mühle schließlich gewaltsam in seinen Besitz. Als Eigentum der lippischen Landesherrn wurde die Mühle ausgebaut und war von 1561 bis 1909 eine sogenannte „Landesherrliche Mühle“, die in Zeit- oder Erbpacht an den jeweiligen Müller übergeben wurde. Nach 1909 bis zur Stilllegung der Mühle 1997 war das Gebäude wieder in Privatbesitz verschiedener Müllermeister. Zuletzt befand sich in der Mühle ein Gastronomiebetrieb.
Am Morgen des 9. Juli 2015 wurde das Gebäude durch einen Brand stark beschädigt. Für die verbliebenen Gebäudeteile bleibt der Denkmalschutz dennoch weiterhin bestehen.

## Gebäude und Ausstattung
Das Mühlengebäude ist ein im Kern spätmittelalterlicher Bruchsteinbau der im Auftrag des lippischen Landesherrn 1568 vom Lemgoer Baumeister Herrmann Wulff ausgebaut wurde. Im Rahmen des Ausbaus bekam das Gebäude einen reich verzierten Fachwerkgiebel. Über dem Rundbogen des Haupteinganges befindet sich ein in Stein gehauener Löwenkopf und die Jahreszahl 1568. Unterhalb des Fachwerkgiebels befindet sich ein steinernes Wappen von Graf Simon VI. zur Lippe. Die Mühle hatte zeitweise bis zu vier Wasserräder mit denen jeweils ein Mahlgang angetrieben wurde. In der Mühle wurden unter anderem Roggen und Weizen vermahlen sowie Erbsen, Bohnen, Gerste und Malz geschrotet. Zeitweise wurde mit Hilfe der Wasserkraft auch eine Dreschmaschine, eine Flachsreinigungsmaschine und eine Kreissäge angetrieben. Heute besitzt die Mühle nur noch ein Wasserrad.

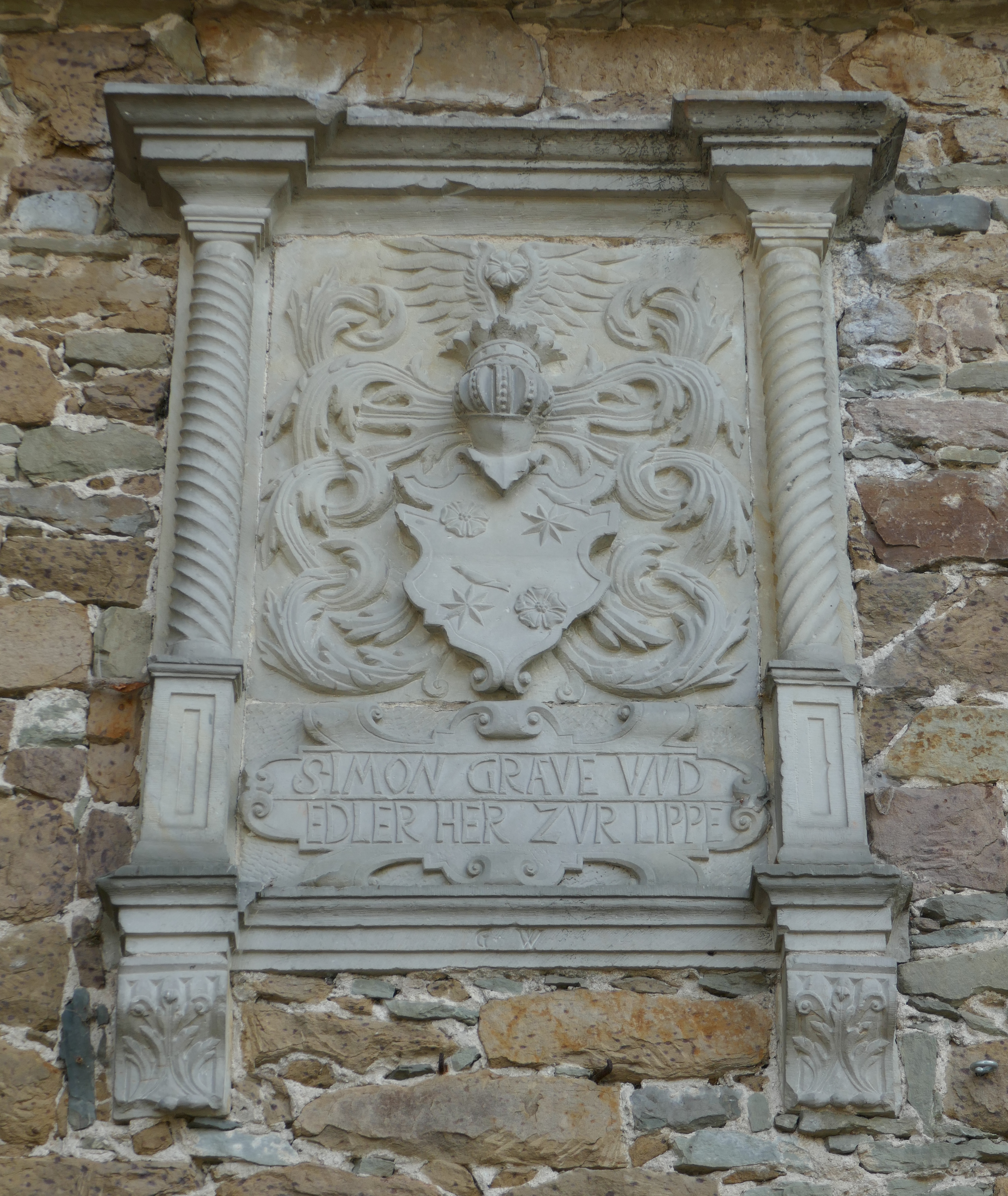
Wappenstein
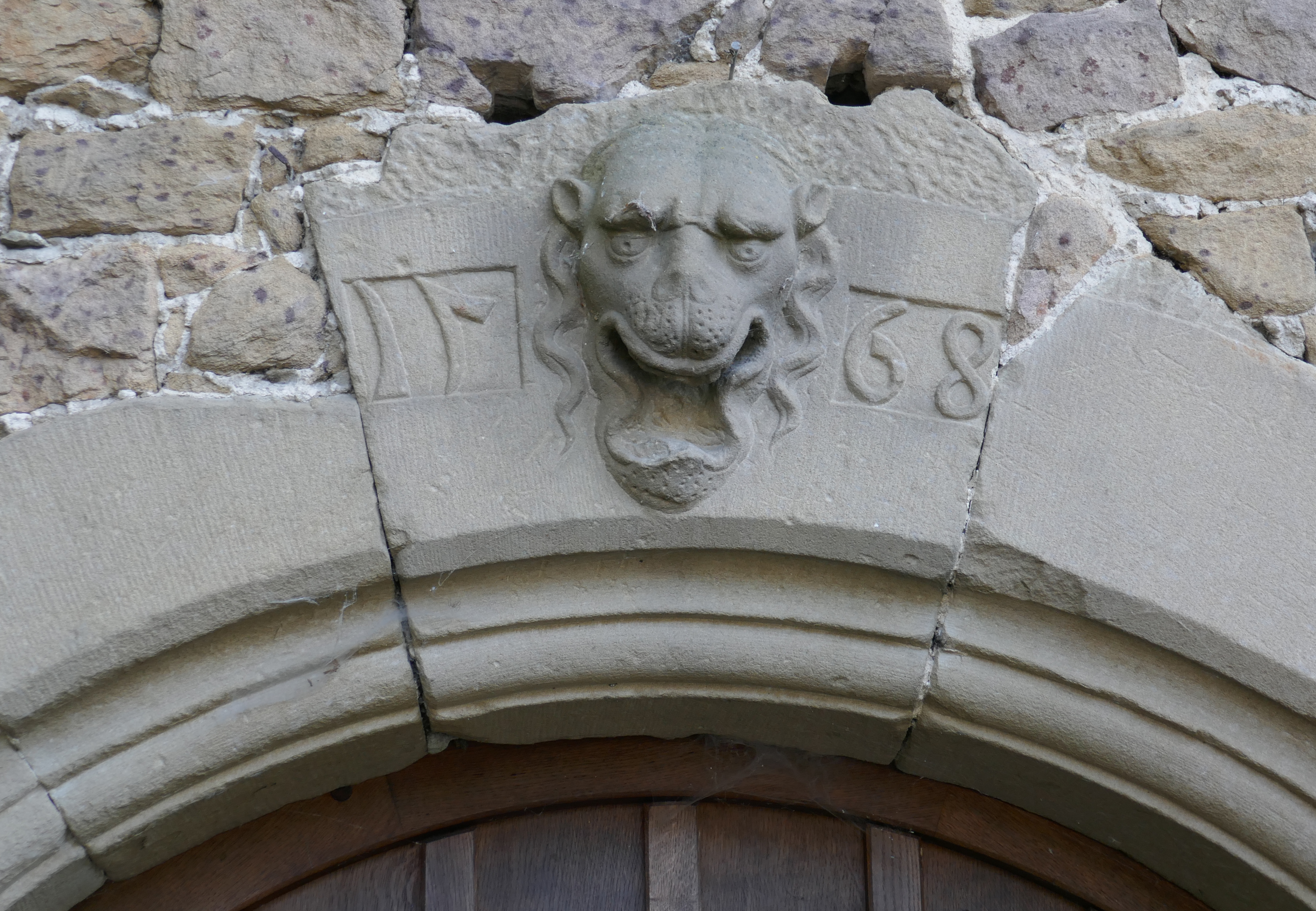
Schlussstein mit Datierung
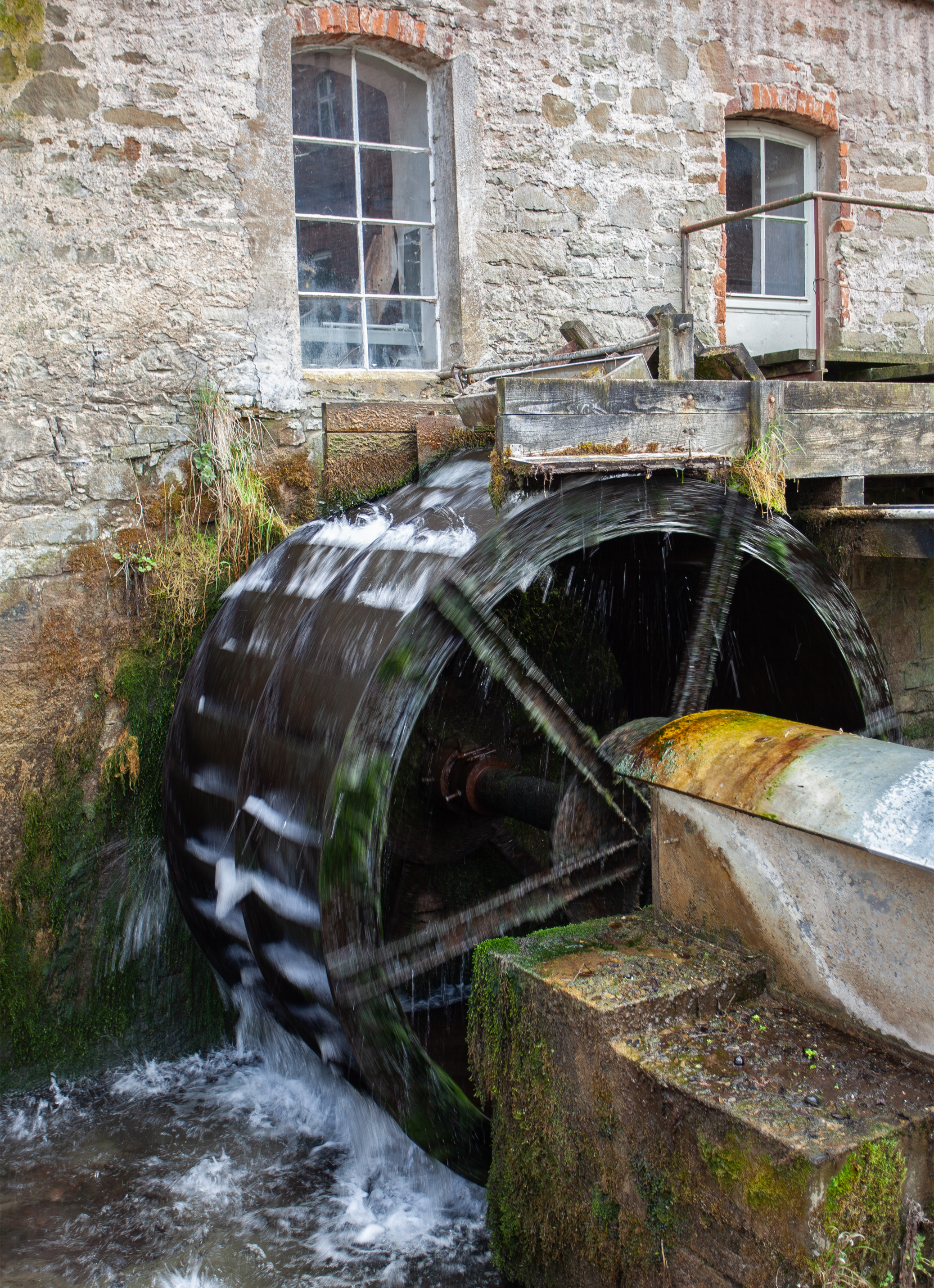
Wasserrad